# Anna Seward
Anna Seward (12 dicembre 1742 – 25 marzo 1809) è stata una scrittrice, poetessa, critica letteraria e biografa inglese, e ci riferisce spesso a lei con il soprannome di Cigno di Lichfield.

## Biografia
Nata ad Eyam nel Derbyshire, dove suo padre Thomas Seward era Rettore, mentre sua madre Elizabeth Hunter era figlia del direttore della Lichfield Grammar School ed ebbe come studente il grande letterato e critico Samuel Johnson. Figlia più giovane di quattro fratelli, due dei quali persi in tenera età mentre l'altra sua sorella Sarah morì nel 1764, si legò moltissimo alla sua sorella adottiva, Honora Sneyd, più giovane di nove anni di Anna. 
Nel 1750 Thomas Seward divenne canonico della Cattedrale di Lichfield e successivamente la famiglia si trasferì nel Palazzo Vescovile di Lichfield, nel quale Anna visse per tutto il resto della sua esistenza.
Il reverendo Seward era anch'esso un letterato e quando scoprì il talento di sua figlia lo incoraggiò con grande disapprovazione di sua moglie la quale temeva che la passione poetica di sua figlia potesse scoraggiare i suoi possibili pretendenti. 
Anna venne incoraggiata però anche da uno studioso e medico locale, Erasmus Darwin, nonno del più celebre Charles Darwin, che era anche amico della famiglia Seward ed ebbe occasione di apprezzare i primi componimenti poetici della ragazza.
Nel 1773 la sorellastra Honora a cui Anna era fortemente affezionata, si sposò con Richard Lowell Edgeworth, un ricco e spregiudicato irlandese, trasferitosi nel 1770 a Lichfield, e presto diventato amico di famiglia, con il quale Anna ebbe un coinvolgimento sentimentale. Costui portò la sorellastra Honora nella sua grande dimora irlandese dove morì nel 1780. Anna nutrì da allora un odio profondo per Edgeworth che covò fino alla morte, mentre, nonostante i suoi rapporti con Honora si fossero raffreddati dopo la sua partenza, Anna provò un forte shock emotivo alla notizia della sua morte in Irlanda. 
Per tutta la sua vita Anna continuò a scrivere poesie, incoraggiata da Erasmus Darwin che considerava il suo mentore. L'arrivo di Darwin a Lichfield non fu importante solo per la carriera letteraria di Anna, ma anche per l'intera vita culturale della cittadina. La sua fama di studioso e di inventore lo portarono in contatto con grandi figure della Rivoluzione Industriale in Inghilterra, quali Matthew Boulton, James Watt, James Keir ed altri eminenti figure della celebre Lunar Society, che spesso erano anche ospiti della famiglia Seward nella Casa Vescovile. Ma la dimora dei Sewad attirò anche altri importanti figure della cultura della regione, quali Thomas Day, eccentrico utopista, seguace delle idee di Rousseau, e Brooke Boothby, ricco nobiluomo dalla vasta cultura e fondatore tra gli altri della Lichfield Botanical Society.
Ma la sua carriera letteraria ebbe un forte impulso dopo la morte della madre, avvenuta nel 1780, la quale era l'unica che continuava ad osteggiare la sua passione per le lettere e la poesia. Anna, ancora giovane, fu invitata a far parte del circolo letterario di Lady Anna Miller a Bath-Easton che le consentì di essere conosciuta al di fuori della sua regione. Anna continuò a occuparsi di poesia e di critica letteraria restando nella sua amata Lichfield, dalla quale si assentò raramente per visitare Londra che considerava una grande Babilonia o Bath.
Ben presto il suo talento le portò una grande fama nel mondo letterario che le rese omaggio con numerose visite di importanti artisti come Samuel Johnson e James Boswell, per i quali non manifestò una impressione positiva. Diversamente fu per il poeta e biografo William Hayley con il quale allacciò una lunga e affettuosa corrispondenza per il resto della sua vita, facendo visita personalmente alla dimora del poeta ad Eartham nel Sussex.
Dopo la morte del padre nel 1790, Anna continuò ad abitare nel Palazzo Vescovile di Lichfield vivendo con una rendita annuale di 400 sterline. Nel 1795, in una delle sue occasionali visite alle terme di Bath, Anna Seward si recò a Llangollen dove conobbe le cosiddette Lady delle colline ovvero le due poetesse Lady Eleanor Butler e la sua inseparabile amica Sarah Ponsonby. Entusiasta di questo viaggio e della sua visita, Anna compose nello stesso anno un poema dedicato a descrivere questa esperienza, Llangollen Vale, uno dei suoi lavori più celebrati.
Nel 1802 Anna iniziò un altro importante rapporto epistolare con lo scrittore Walter Scott al quale lasciò l'incarico di pubblicare le sue opere dopo la sua morte nel 1809. Venne seppellita nella Cattedrale di Lichfield, che non aveva mai lasciato se non per brevi viaggi.

## Opere
Il primo componimento poetico di Anna, A Rural Coronation fu scritto nel 1774 e pubblicato nel 1776. Dopo essere entrata nel circolo di Lady Anna Miller, pubblicò nel 1780 il poema elegiaco Elegy on Captain Cook, e nel 1781 il poema Monody on the Death of Major Andre, e nel 1782 un poema in onore della sua nobile amica e mecenate dopo la sua morte, Poem to the Memory of Lady Miller. Il componimento Monody on the Death of Major Andre fu ricevuto con una certa polemica negli Stati Uniti in quanto Andrè, a cui esso era dedicato, era stato giustiziato con l'accusa di spionaggio durante la Rivoluzione Americana, la polemica sorta con l'uscita dell'opera oltreoceano si spinse al punto da indurre lo stesso Presidente degli Stati Uniti a scrivere una lettera difensiva alla Seward per motivare l'esecuzione del suo amico. La sua opera più celebre è forse la novella in versi Louisa: A Poetical Novel in Four Epistles pubblicato nel 1784 e che ricevette un enorme consenso di critica e di lettori, che raggiunse la quinta edizione nel 1792. 
La sua ultima opera degna di nota fu la pubblicazione in onore del suo mentore, Erasmus Darwin, dal titolo Memoirs of the Life of Dr. Darwin, pubblicato nel 1804.
L'edizione critica dei suoi poemi fu pubblicata da Walter Scott nel 1809 in tre volumi e lo stesso Scott si occupò della pubblicazione del suo epistolario in sei volumi nel 1811.